# 저스티스 리그 (영화)
《저스티스 리그》(영어: Justice League)는 2017년 공개된 미국의 슈퍼히어로 영화로, DC 코믹스의 슈퍼히어로 팀인 저스티스 리그를 원작으로 한다. DC 확장 유니버스에서 다섯 번째 분할되어 만들어진다. 이 영화는 잭 스나이더가 감독, 크리스 테리오가 각본을 썼으며, 앙상블 캐스트로 벤 애플렉, 헨리 카빌, 갈 가도트, 에즈라 밀러, 제이슨 모모아, 레이 피셔, 에이미 애덤스, 앰버 허드, 제러미 아이언스와 J. K. 시먼스가 출연한다. 주요 촬영은 2016년 4월 11일부터 시작되어서 2016년 10월에 완료되었다. 2017년 5월, 잭 스나이더의 딸의 사망으로, 조스 웨던이 후임 감독으로 추가 촬영, 재촬영, 후반 작업을 맡았다.
2021년 다른 영화를 잭 스나이더 버전으로 찍을 예정이다 정확한 전세계개봉일은 3월 18일이다.

## 줄거리
인류의 수호자인 슈퍼맨이 사라진 틈을 노리고 ‘마더박스’를 차지하기 위해 빌런 스테픈 울프가 악마군단을 이끌고 지구에 온다. 이에 맞서 브루스 웨인과 새로운 동료들이 스테픈 울프로부터 마더박스를 지키기 위해 지구의 운명을 건 전투를 벌인다.

## 배역
- 벤 애플렉 - 브루스 웨인 / 배트맨 역
- 헨리 카빌 - 칼 엘 / 클라크 켄트 / 슈퍼맨 역
- 갈 가도트 - 다이애나 프린스 / 원더우먼 역
- 에즈라 밀러 - 배리 앨런 / 플래시 역
- 제이슨 모모아 - 아서 커리 / 아쿠아맨 역
- 레이 피셔 - 빅터 스톤 / 사이보그 역
- 에이미 애덤스 - 로이스 레인 역
- 제레미 아이언스 - 알프레드 페니워스 역
- 다이앤 레인 - 마사 켄트 역
- 코니 닐슨 - 히폴리테 역
- J.K. 시먼스 - 제임스 고든 역
- 키어런 하인즈 - 스테픈울프 역
- 조 모턴 - 사일러스 스톤 역
- 로빈 라이트 - 안티오페
- 앰버 허드 - 메라 역
- 빌리 크루덥 - 헨리 앨런 역
- 줄리언 루이스 존스 - 아틀란 역
- 마이클 매켈해튼 - 은행 강도 역
- 마크 매클루어 - 경찰 역
- 조 맹거넬로 - 슬레이드 윌슨 / 데스스트로크 역
- 제시 아이젠버그 - 렉스 루터 역

윌럼 더포와 키어지 클레먼스는 각각 누디스 불코와 아이리스 웨스트 역에 캐스팅되어 연기하였으나, 편집되었다.